# Vera Lynn
Dame Vera Margaret Lynn, DBE (East Ham, 20 de março de 1917 - East Ham, 18 de junho de 2020) foi uma cantora britânica, muito famosa durante a Segunda Guerra Mundial. As suas canções mais conhecidas são We'll Meet Again e The White Cliffs of Dover.
Gravou diversas outras canções como It’s hurts to say  goodbye, Lili Marlene, As time goes by, I’ll be seeing you, Mr.Wonderful , Land of hope and Glory, Sailing, Yours , If you love me, From the time you say goodbye, Rose of England entre outras. O tema We'll Meet Again, cantado por Vera Lynn surge na cena final do filme Dr. Estranhoamor (Dr. Strangelove) de Stanley Kubrick. No início do filme Pink Floyd: The Wall, ouve-se a canção The Little Boy that Santa Claus Forgot gravada por Vera Lynn. 
Em Setembro de 2009 o álbum We´ll meet again - The very best of Vera Lynn, uma colecção das suas canções mais conhecidas atingiu o número um do top britânico.
Morreu no dia 18 de junho de 2020, aos 103 anos. A rainha Elizabeth II mandou uma carta para a filha de Dame Vera Lynn lamentando a morte da cantora. Em uma mensagem para a população do Reino Unido de quarentena por causa do coronavírus, a rainha citou a música We’ll meet again cantada por Vera Lynn, que traduzindo significa “nós nos veremos novamente”. Isso mostra a importância da Cantora para a sociedade britânica.

## Vida pessoal
Vera Margaret Welch nasceu em East Ham, Essex, hoje parte do bairro londrino de Newham, em 20 de março de 1917. Ela era filha de um encanador  Bertram Samuel Welch (1883–1955) e sua esposa costureira Anne "Annie" Martin (1889–1975), que se casou em 1913. Em 1919, quando Lynn tinha dois anos, ela adoeceu com crupe diftérica e quase morreu. Ela foi encaminhada para uma unidade de isolamento e recebeu alta após três meses lá. Como resultado da sua hospitalização, a sua mãe foi muito protetora com ela e não permitiu que ela visitasse amigos ou brincasse na rua durante muito tempo. Lynn lembrou que sua mãe não era tão rígida com seu irmão mais velho, Roger, como era com ela.

## Legado e Morte

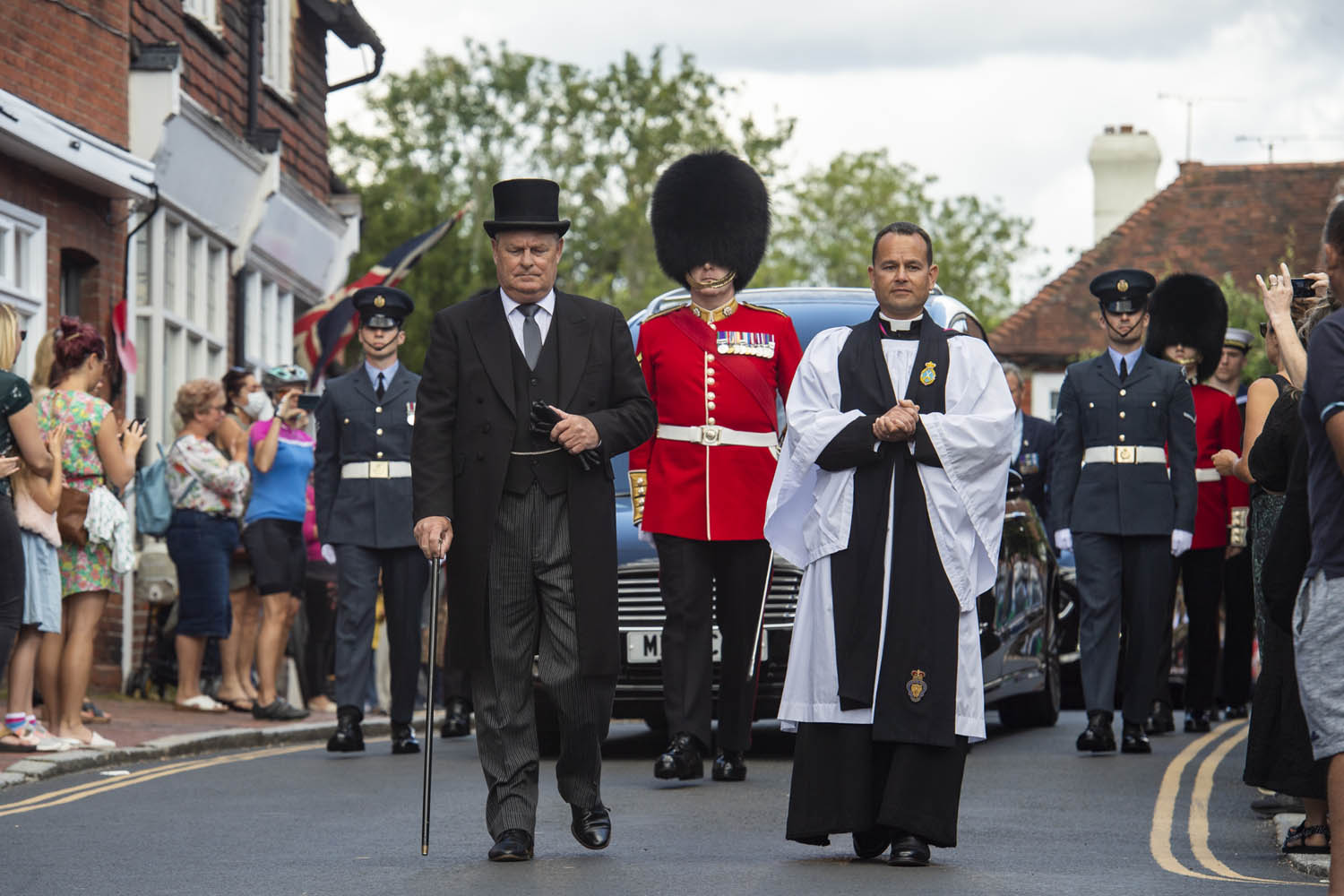
Funeral da Vera Lynn

Lynn morreu em 18 de junho de 2020 em sua casa em East Sussex, aos 103 anos. As homenagens a Lynn foram lideradas pela Família Real, com a Rainha Elizabeth II enviando condolências privadas à família de Lynn e a Clarence House emitindo homenagens do então Príncipe Charles e da Duquesa da Cornualha. O então primeiro-ministro, Boris Johnson, e o líder da oposição, Sir Keir Starmer, também lideraram com homenagens no Parlamento, enquanto músicos como Sir Paul McCartney e Katherine Jenkins e figuras públicas como o capitão Tom Moore discutiram o seu profundo impacto. A Banda dos Guardas Coldstream se reuniu no mesmo dia para tocar sua música "We'll Meet Again".
Lynn recebeu um funeral militar, realizado em 10 de julho de 2020 em East Sussex. A procissão seguiu de sua casa em Ditchling até o crematório Woodvale em Brighton; foi amplamente frequentado pelo público. Ditchling foi decorado com papoulas, um símbolo da lembrança militar. Antes do funeral, os White Cliffs de Dover tiveram imagens de Lynn projetadas neles, enquanto "We'll Meet Again" estava sendo tocado no Canal da Mancha. Seu cortejo foi acompanhado por membros da Força Aérea Real, do Exército Britânico, da Marinha Real e da Legião Real Britânica, bem como pelo sobrevoo Spitfire da Batalha da Grã-Bretanha, que seguiu o cortejo e passou por Ditchling três vezes (10 de julho de 2020 foi o 80º aniversário do início da Batalha da Grã-Bretanha). Seu caixão estava envolto em uma bandeira da União com uma coroa de flores. No serviço religioso familiar na capela do Crematório de Woodvale, ela recebeu uma serenata de um corneteiro da Marinha Real. Sua família disse que um serviço memorial público será organizado em algum momento no futuro. Em 21 de março de 2022, um serviço religioso de ação de graças para Lynn foi realizado na Abadia de Westminster. Após a morte de Lynn, Jenkins começou a fazer campanha para erguer uma estátua dela nos Penhascos Brancos de Dover, uma referência a uma de suas canções características "(There'll Be Bluebirds Over) The White Cliffs of Dover". A morte de Jenkins e Lynn estabeleceu o Dame Vera Lynn Memorial Trust e selecionou o escultor Paul Day para projetar o memorial. Em julho de 2022, o Conselho Distrital de Dover anunciou que a família de Lynn havia decidido colocar o memorial em outro lugar, pois consideraram Dover "'insuficiente' para honrar o legado [de Lynn]". O memorial posteriormente evoluiu para The Forces' Sweetheart And Wartime Entertainers' Memorial, homenageando Lynn e "todos aqueles heróis anônimos que divertem em tempos de conflito". O memorial está planejado para o National Memorial Arboretum em Staffordshire.

## Gravações
- 1935: "The General's Fast Asleep"; "No Regrets"; "When the Poppies Bloom Again"; "I'm in the Mood for Love" (Rex Records); "Sailing Home With The Tide" (Rex Records); "Thanks A Million" (Rex Records)
- 1936: "Heart Of Gold" (Rex Records); "A Star Fell Out Of Heaven" (Rex Records); "Crying My Heart Out For You" (Rex Records); "It's Love Again" (Rex Records); "Did Your Mother Come From Ireland?" (Rex Records): "Have You Forgotten So Soon?" (Rex Records); "Everything Is Rhythm" (Rex Records)
- 1937: "So Many Memories"; "Roses in December"; "When My Dream Boat Comes Home" (Rex Records); "Goodnight, My Love" (Rex Records); "All Alone In Vienna" (Rex Records)
- 1939: "We'll Meet Again"
- 1940: "Careless"; *"Until You Fall in Love"; "It's a Lovely Day Tomorrow"; "When You Wish upon a Star"; "Memories Live Longer Than Dreams"; "There'll Come Another Day"; "(There'll Be Bluebirds Over) The White Cliffs of Dover".
- 1941: "Smilin' Through"; "When They Sound the Last All Clear"; "Yours"; "My Sister and I"; "I Don't Want to Set the World on Fire".
- 1942: "You're in my Arms".
- 1948: "You Can't Be True, Dear" (1948); "Again".
- 1952: "Auf Wiederseh'n Sweetheart"; "If You Love Me (Really Love Me)".
- 1954 onwards: "My Son, My Son" (UK number 1, 1954); "The Homing Waltz"; "Forget Me Not"; "Windsor Waltz"; "Who Are We"; "A House With Love In It"; "The Faithful Hussar (Don't Cry My Love)"; "Travellin' Home"; Hits Of The Sixties (album); "By the Time I Get to Phoenix"; "Everybody's Talking"; "The Fool On The Hill".
- 1967: "It Hurts To Say Goodbye" (1967, US Easy Listening survey, her last US chart record)
- 1982: "I Love This Land" (Falklands War song).

## Discografia

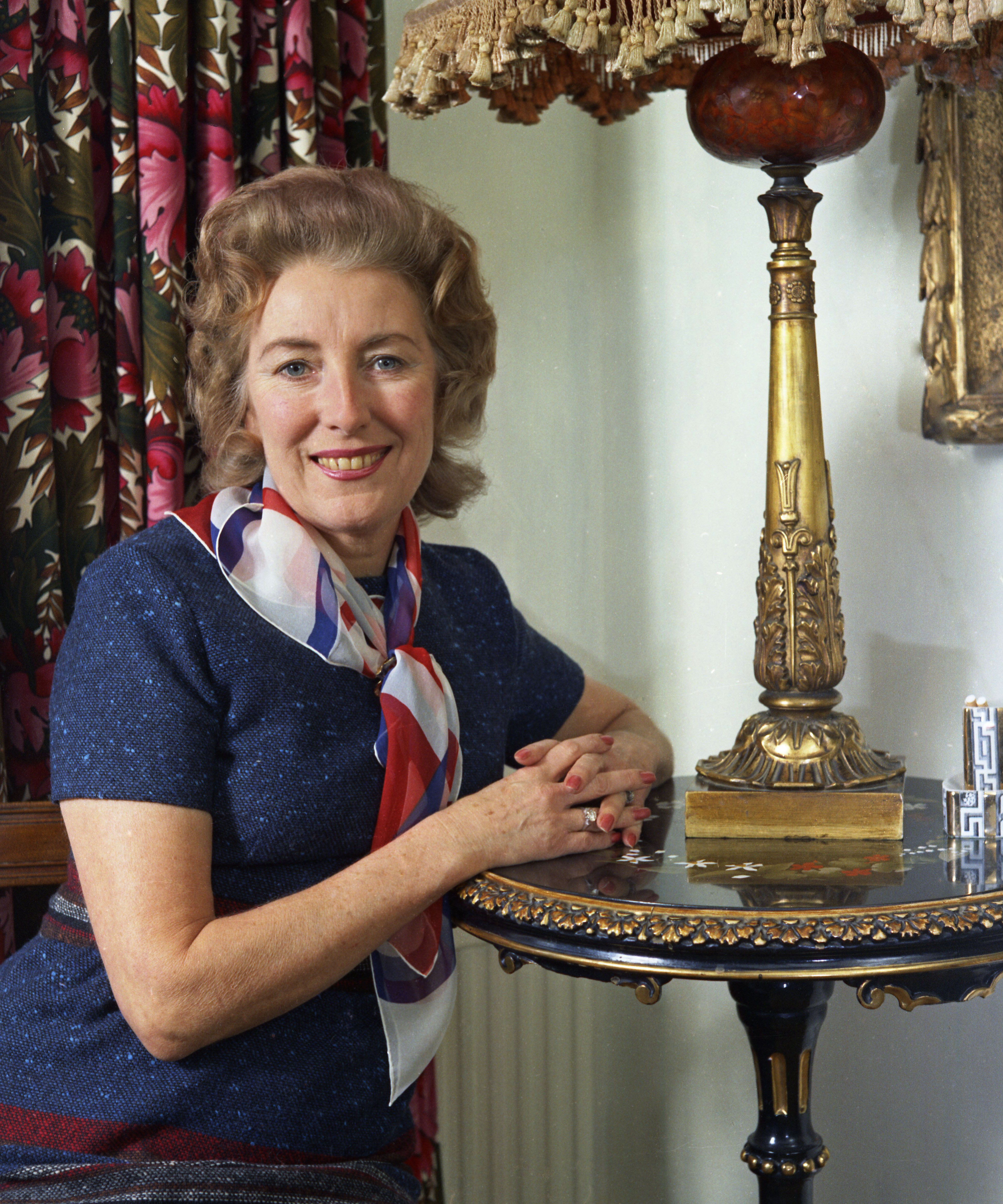
Lynnn em 1973.

- 1961: Yours
- 1961: As Time Goes By
- 1962: Hits From The Blitz
- 1964: Among My Souvenirs
- 1966: More Hits Of The Blitz
- 1970: Hits Of The 60's - My Way
- 1972: Favourite Sacred Songs
- 1976: Christmas With Vera Lynn
- 1977: Vera Lynn In Nashville

## Filmografia
- 1942: We'll Meet Again
- 1943: Rhythm Serenade
- 1944: One Exciting Night
- 1962: Venus fra Vestø